# Hillsborougholyckan

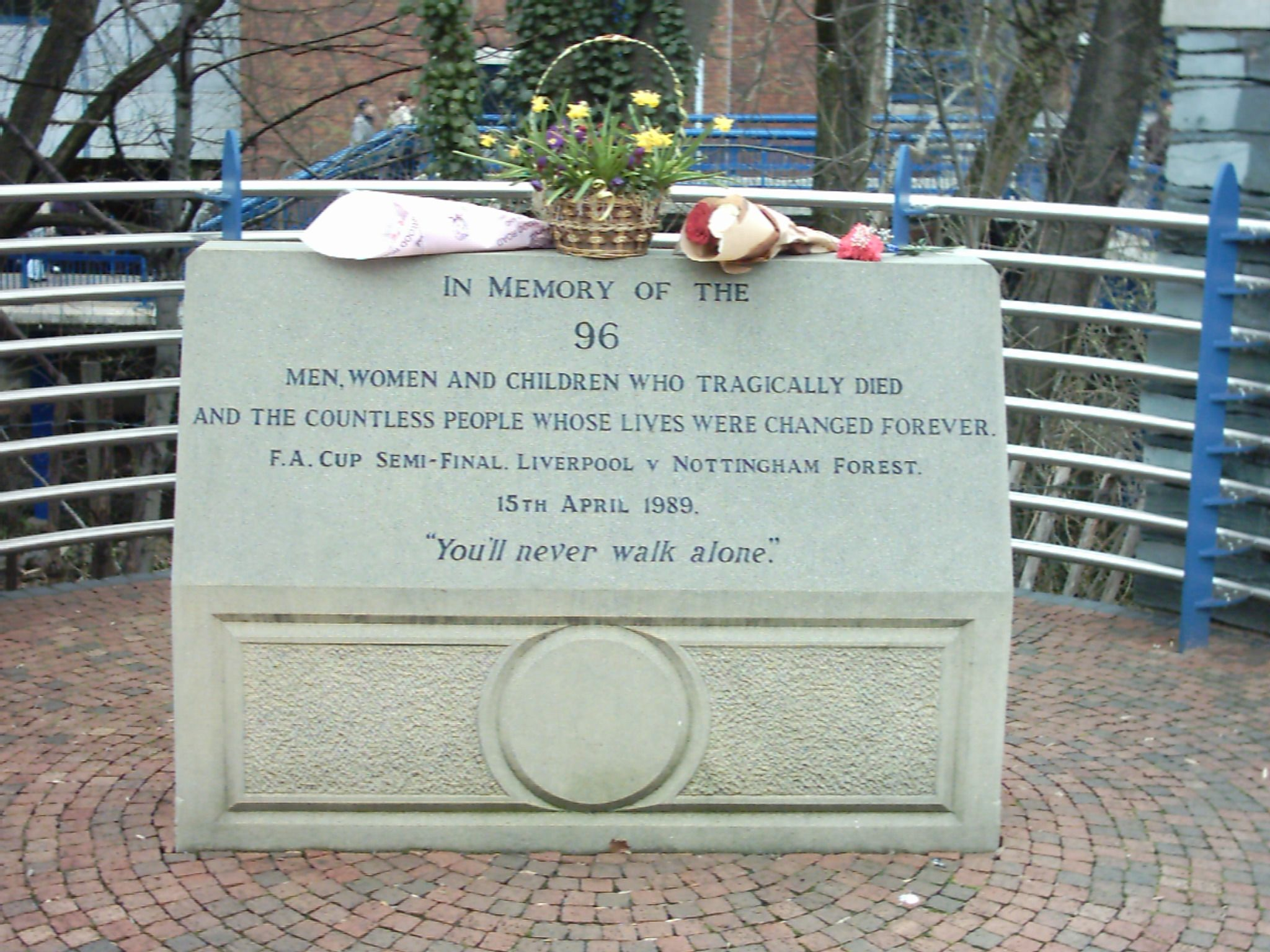
Minnesmärke vid Hillsborough.

Hillsborougholyckan, även benämnd som Hillsborough-katastrofen och Hillsborough-tragedin inträffade den 15 april 1989 på Hillsborough Stadium då 96 Liverpool FC-fans miste livet. Olyckan skedde då Liverpool FC mötte Nottingham Forest FC i  FA-cupens semifinal. Över 25 000 Liverpoolanhängare hade åkt dit för att stödja sitt lag på bortaplan och strax efter avspark klämdes supportrarna ihjäl på ståplatsläktaren. Efter olyckan tillsattes en utredning under ledning av Lord Justice Taylor för att fastställa orsakerna till olyckan. Utredningen resulterade bland annat i en rapport en månad efter olyckan, den så kallade Taylor-rapporten, med rekommendationer om säkerheten kring fotbollsmatcher. Som resultat togs staket framför fansen bort och alla arenor omvandlas till sittplatsarenor. 
En oberoende panel, tillsatt av regeringen, publicerade en ny rapport om olyckan den 12 september 2012. I rapporten framkom det att polis och myndigheter försökte mörklägga sina misstag och att oskyldiga Liverpool-fans felaktigt beskylldes för att 96 människor miste livet. Rapporten från 2012 ledde till en ny utredning. Den 26 april 2016 fastslogs det av en jury att det var polisens försummelse som hade orsakat olyckan.
Vid Anfield finns idag Hillsborough Memorial där namnen och åldrarna på de avlidna finns angivna. Där brinner även en eld som aldrig släcks.

## Bakgrund
Säkerheten på de engelska fotbollsarenorna var med nutida mått bristfällig. Redan 1981 skedde en olycka på exakt samma ställe där Hillsborougholyckan senare skulle äga rum när 38 människor skadades under FA-cupens semifinal mellan Tottenham Hotspurs och Wolverhampton Wanderers. 1988, ett år före olyckan, spelades Liverpool mot Nottingham Forest i Hillsborough, men en katastrof förhindrades eftersom publiken klättrade över staketet och satte sig vid spelplanen. Att ändå återvända till Hillsborough den 15 april 1989 var ett beslut som grundades på att den mycket erfarne polisofficeraren David Mole skulle övervaka säkerhetsläget under matchen. Tre veckor innan den 15 april 1989 ersattes Mole dock av den oerfarne David Duckenfield. Arenan i sig beskrivs som en ganska trång, klassisk engelsk arena. För de totalt 25 000 människor som skulle se matchen fanns det 23 vändkors för att komma in i arenan. Vid Lepping Lanes End, området dit Liverpoolfansen ville, fanns sju vändkors för ca 10 000 åskådare. Att det fanns väldigt få vändkors överlag för att släppa igenom tiotusentals människor var något som kritiserades redan 1986, ombyggnaden ägde dock inte rum eftersom man ansåg att det skulle kosta för mycket. Inne i arenan placerades fansen i block som var omgivna av staket mot planen och mot de andra blocken. Därmed liknade blocken ("pens") snarare burar. Detta grundade sig i att fotbollsfansen på den tiden förknippades med våld och alkohol och därför tyckte man att spelarna skulle skyddas från fansen men att fansen även skulle skyddas från varandra. Heyselkatastrofen 1985, där Liverpoolhuliganer vållade 39 döda när de stormade ett block med Juventusfans, var här något som spelade en väsentlig roll för konceptet med "burarna".

## Katastrofens händelseförlopp
Lördagen den 15 april 1989 skulle Liverpool FC möta Nottingham Forest FC i FA-cupens semifinal. Matchen var utsåld, 53 000 supportrar från båda lagen tog sig till Hillsborough. Semifinalen spelas av tradition på neutral plan för att inte gynna något av lagen. Matchen gick på Hillsborough i Sheffield där samma lag hade mötts föregående år. Liverpoolfansen hade blivit tilldelade Leppings Lane End. Avspark skulle ske klockan 15.00 men på grund av flera olika faktorer, bland annat trafikproblem, kom många Liverpoolfans senare än vanligt till matchen.
Kl. 14.30 trängdes ca 10 000 Liverpoolfans vid vändkorsen och försökte att komma in på arenan. Eftersom avsparken kom allt närmare ökade rädslan bland fansen att missa matchen och därför försökte fansen allt ivrigare att komma in på arenan. Polisansvarige David Duckenfield och Superintendant Bernard Murray diskuterade att senarelägga matchen, men bestämde sig för att inte göra så.
Vid kl. 14.50 var blocken ("pens") 3 och 4, som befann sig direkt bakom målet, fulla, men det var fortfarande tusentals fans som stod utanför och som ville komma in i arenan. Fansens rädsla att missa avsparken förstärkte trycket mot ståplatsläktaren, en förfrågan att skjuta på avsparken nekades av Football Association. Kl. 14.52 öppnade polisen en stor utgångsport (Gate C) vilket ledde till att ytterligare 1 000 till 2 000 supporter strömmade in i tunneln som ledde till redan fulla blocken 3 och 4. Här bidrog också dålig skyltning till katastrofen eftersom många fans trodde att tunneln var den enda tillgången till läktaren, men egentligen fanns det andra tillgångar till andra block. Tunneln hade en bredd på fyra meter och en höjd på drygt två meter samt lutade sex procent neråt vilket ledde till ett massivt tryck framåt genom tunneln. En överlevande beskrev det som om ett tåg åkte in i en bakifrån. Det resulterade i att fansen kom in till den redan överfulla läktarsektionen och de som stod längst fram pressades mot staketet. De som kom in var inte medvetna om problemen vid staketet.
När Peter Beardsley träffade ribban fyra minuter in i matchen gick ett vrål genom arenan vilket föranledde folk bakifrån att vilja komma ännu närmare spelplanen och därmed ökade trycket mot staketet ytterligare. Många år senare berättade Beardsley själv att han då var sur över att han inte gjorde mål men att han i efterhand är glad för det eftersom ett mål hade lett till ett ännu större tryck mot staketet vilket förmodligen hade lett till ännu fler döda, enligt honom. Redan strax efter tre dog de första fansen som pressades mot  blockens staket. Två minuter senare, kl. 15.06, stoppade domaren matchen på inrådan av Superintendant Roger Greenwood. Ett par minuter efter att fansen börjat klättra över staketen. Nu hade en liten port öppnat sig i staketet och några räddade sig den vägen, andra drogs upp av andra fans till West Stand ovanför Leppings Lane.
Myndigheterna reagerade långsamt: polisen dröjde att rapportera att en stor olycka hade inträffat och närvarande ambulanspersonal från South Yorkshire Metropolitan Ambulance Service såg heller inget behov av att rapportera olyckan. Brandkåren hindrades av polisen från få tillgång till fotbollsplanen eftersom polisen menade att våldsamma upplopp pågick. Fansen var packade så tätt att flera dog medan de fortfarande stod upp.  
Kl. 15.30 gav staketet mot spelplanen efter på grund av det konstanta trycket vilket ledde till att planen fylldes snabbt med folk som kippade efter andan eller hade klämskador samt med kropparna av de döda. Totalt klämdes 96 personer ihjäl och 766 blev skadade. 94 människor dog den 15 april, fyra dagar senare dog den 14-årige Lee Nichols, Tony Bland dog fyra år senare, 22 år gammal. Det yngsta offret var tio år gammalt.
Det tog lång tid för polisen att inse omfattningen av problemet och när de väl gjorde det blev ambulanserna överbelastade. Fansen hjälpte till så gott de kunde, många försökte ge hjärt-lungräddning och några använde reklamskyltar som bårar. 
Då dessa händelser utspelade sig användes några poliser fortfarande till att bilda kedja vid mittlinjen för att hindra fansen från att nå Nottingham Forest-fansen på andra sidan. Några försökte bryta igenom kedjan för att få skadade supportrar till ambulanser.

## Medierapportering avThe Sun
Fyra dagar efter olyckan pryddes förstasidan av kvällstidningen The Sun med rubriken THE TRUTH (sv: sanningen) med tre underrubriker som lydde: "Några fans rånade offren; Några fans urinerade på de modiga poliserna; Några fans slog en sjukvårdare som gjorde mun-mot-mun-metoden". I artikeln påstod man att "fulla Liverpoolsupportrar attackerade räddningsarbetare som försökte återuppliva offer och poliser, brandmän och ambulanspersonal blev slagna, sparkade och urinerade på". Efter detta blev tidningen bojkottad i Liverpool och många läsare sade upp prenumerationen och slutade att köpa den i affärer. Kampanjer organiserades där man uppmuntrade folk att bojkotta tidningen, vilket minskade försäljningen något.
Kelvin MacKenzie, dåvarande redaktör, förklarade reportaget 1993: 
| ” | Jag ångrar Hillsborough-rapporteringen. Det var ett stort misstag. Misstaget var att tro på vad en MP (medlemmar av parlamentet) sa. Det var en Tory MP. Om han inte hade sagt det och polischefen David Duckenfield inte hade hållit med, hade vi inte publicerat det. | „ |

 Denna förklaring godtogs inte av de anhöriga. Först den 7 juli 2004 tryckte The Sun en obetingad ursäkt där man sa att man hade "begått det värsta misstaget i sin historia". 
Efter Hillsborough Independent Panels rapport 2012 pryddes The Suns förstasida av rubriken THE REAL TRUTH (sv: den riktiga sanningen) med fyra underrubriker: "Polisen smutskastade Liverpool-fans för att de skulle få skulden; 41 liv hade gått att rädda; The Sun ångrar artikeln 1989 djupt; offrens familjer kräver rättegång."

## Utredning

### Taylor-rapporten
Efter olyckan utsågs Lord Justice Taylor till att leda en utredning om vad som hade varit orsakerna till olyckan. Taylors utredningsgrupp arbetade i 31 dagar och publicerade två rapporter, en interimsrapport som behandlade händelserna den 15 april och en avslutande rapport som gav allmänna rekommendationer om säkerheten kring fotbollsmatcher. Detta blev känt som Taylor-rapporten.
Det blev mycket debatt över några detaljer i olyckan; särskilt beslutet att öppna grindarna. Många tyckte att det hade varit bättre att skjuta på matchstarten som ofta hade gjorts vid andra matcher. Till sitt försvar hävdade polisen att man var på väg att tappa kontrollen utanför arenan då folk utan biljetter försökte ta sig förbi vändkorsen. Andra anklagelser mot publiken gjordes men inga tillräckliga bevis lades fram för att stödja detta och Lord Justice Taylor avfärdade dem bestämt i sin rapport. 
Sheffield Wednesday kritiserades för deras låga antal vändkors vid Leppings Lane End och arenans i övrigt dåliga säkerhet. Taylorrapporten hävdade dock att det var bristen i poliskontrollen som var orsaken till olyckan. På grund av det låga antalet vändkors uppskattar man att det skulle dröjt till 15.40 innan alla skulle kommit in på arenan om inte grindarna öppnats. Gate C öppnades för att släppa in mer folk, men det totala antalet människor inne på arenan tros inte ha överstigit dess kapacitet.
Olyckan orsakades av att majoriteten av fansen gick till de centrala boxarna 3 och 4. Normalt sett skulle någon ha dirigerat fansen bort från de fulla boxarna, men inte denna dag. Officiellt var varje box kapacitet runt 2000, men den borde ha varit runt 1600 eftersom man inte uppfyllde alla säkerhetskrav. Man uppskattar att antalet människor i dessa boxar strax efter 15.00 var över 3000. Denna överbefolkning orsakade de fatala händelserna.

### Hillsborough Independent Panel
En oberoende panel, tillsatt av regeringen, publicerade en ny rapport om olyckan den 12 september 2012. Panelen har under 18 månader granskat de 450 000 sidor med dokument relaterade till olyckan och kommit fram till att polis och myndigheter försökte mörklägga sina misstag och att oskyldiga Liverpool-fans felaktigt beskylldes för att 96 människor miste livet.
The Hillsborough independent Panels rapport  visar att familjerna har haft rätt. Att fansen, de anhöriga och supportrarna har utsatts för orättvisa. Rapporter och dokument om katastrofen har ändrats för att undanhålla sanningen. Fansen har anklagats för att ha forcerat grindarna, vara fulla, attackera polisen, urinerat på och rånat de döda. Fansen har anklagats för att orsaka katastrofen.
Den brittiske premiärministern David Cameron har nu bett om ursäkt till familjerna för denna orättvisa, leda och osanning som de befunnit sig i under en period på 23 år.
Några av Camerons uttalanden:
| ”                               | ”Det som hände den dagen var fel”. ”Det var fel att de ansvariga visste att Hillsborough inte klarade säkerhetskraven men ändå lät matchen spelas”. ”Det var fel att familjerna fått vänta så länge och kämpa så hårt för att få fram sanningen”. ”Det var fel att polisen ändrade uppgifterna av vad som hände och försökte skylla på fansen”. | „ |
| – Premiärminister David Cameron | |   |

Den 26 april 2016 fastslogs det av en jury att det var polisens oförsiktighet som hade orsakat olyckan.

## Konsekvenser av Hillsborougholyckan

### Ökad säkerhet på arenorna
Till följd av Taylorrapporten ökades säkerheten på arenorna. Ståplatsläktare förbjöds i Englands högsta och näst högsta division vilket innebar att ståplatserna på många arenor ersattes med sittplatser medan andra arenor jämnades med marken. Staketen framför fansen togs bort och boxarna avskaffades, alkohol fick inte längre intas på läktaren.

### Ökade biljettpriser
Till följd av att det numera bara fanns sittplatser på arenorna ökade biljettpriserna vilket i sin tur ledde till att en del fans inte längre hade råd att gå på fotbollsmatcher i Premier League.

### Bojkott av "The Sun"
Eftersom tidningen "The Sun" strax efter olyckan publicerade en artikel där man anklagade Liverpoolfansen för att ha orsakat katastrofen (se ovan) har det allt sedan 1989 funnits en omfattande bojkott av tidningen i Liverpool.